# Pizza quattro formaggi

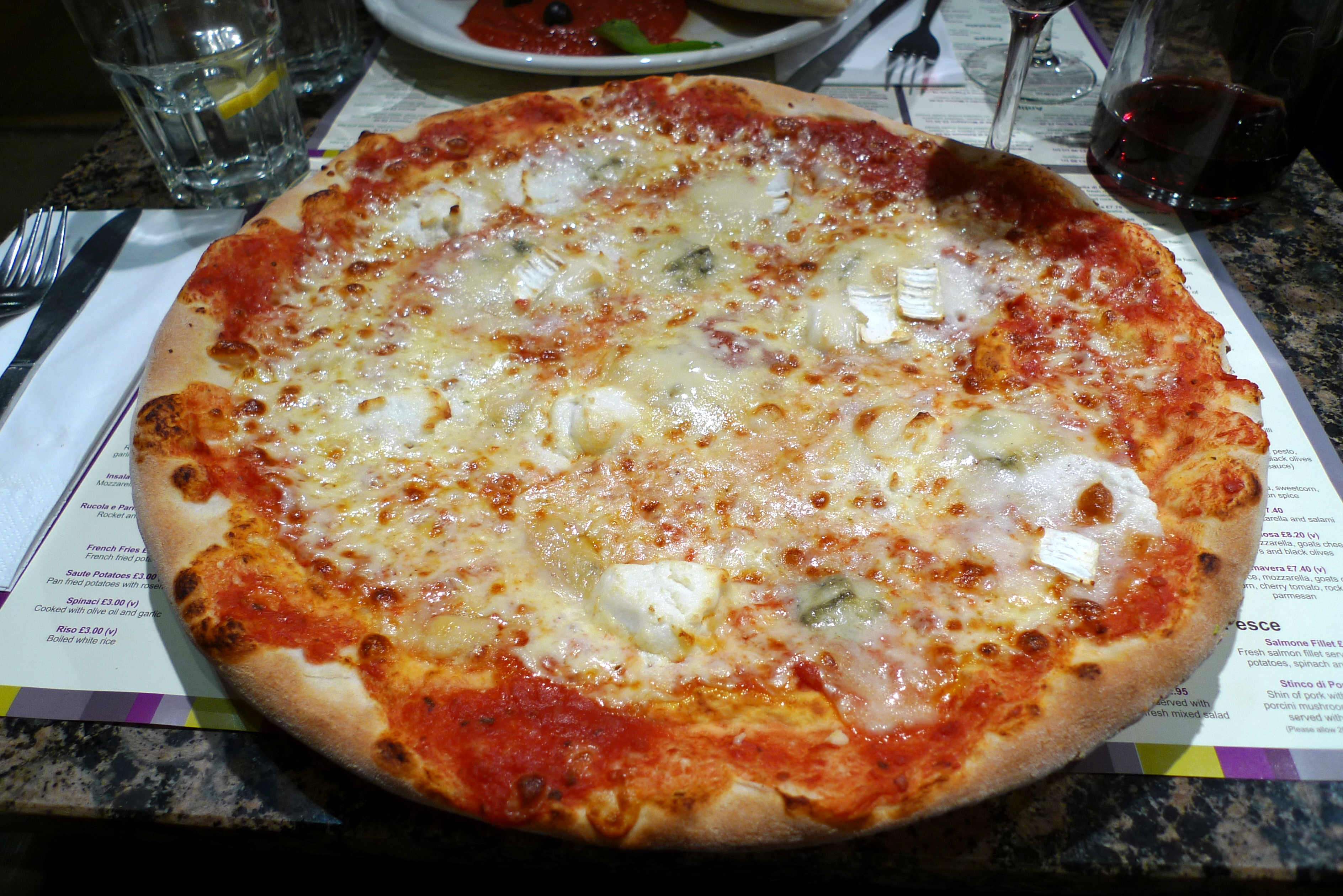
Pizza quattro formaggi

Pizza quattro formaggi (cztery sery) – rodzaj pizzy w kuchni włoskiej, pokrytej mozzarellą oraz trzema innymi rodzajami sera i w zależności od wariantu sosem pomidorowym.

## Historia
Podstawowym składnikiem w pizzy quattro formaggi jest mozarella, która pozostaje wilgotna podczas procesu pieczenia, dzięki czemu chroni resztę serów przed wysoką temperaturą pieca. Gorgonzola jest równie popularnym składnikiem tego dania. Wybór pozostałych dwóch serów różni się w zależności od regionu, najczęściej są to fontina i parmezan, ale innymi popularnymi serami są m.in. pecorino, ricotta, stracchino, scamorza, taleggio, wędzona provola czy . Poza mozzarellą, masowo produkowane pizze często używają parmezanu, romano, asiago czy innych włoskich serów, chociaż niektórzy używają także serów niepochodzących z Włoch, takich jak gruyère, ementaler czy niebieski ser. Sery do pizzy nie powinny być dobierane przypadkowo, powinno wybierać się sery pełnotłuste lub półtłuste i różniące się w smaku. Poza mozzarellą, quattro formaggi zwykle zawiera ser pleśniowy lub dojrzewający, delikatny (na przykład emmentaler czy gruyère), kremowy (taki jak robiola czy stracchino) i twardy (parmezan lub pecorino).
W przeciwieństwie do innych pizz, takich jak Calzone czy Margherita, które mają starą, bogatą i udokumentowaną historię, quattro formaggi, mimo swojej popularności nie ma oczywistej historii, prawdopodobnie przez swoją prostotę. Uważa się, że pochodzi z regionu Lazio, z początku XVIII wieku.